# Millington with Little Givendale

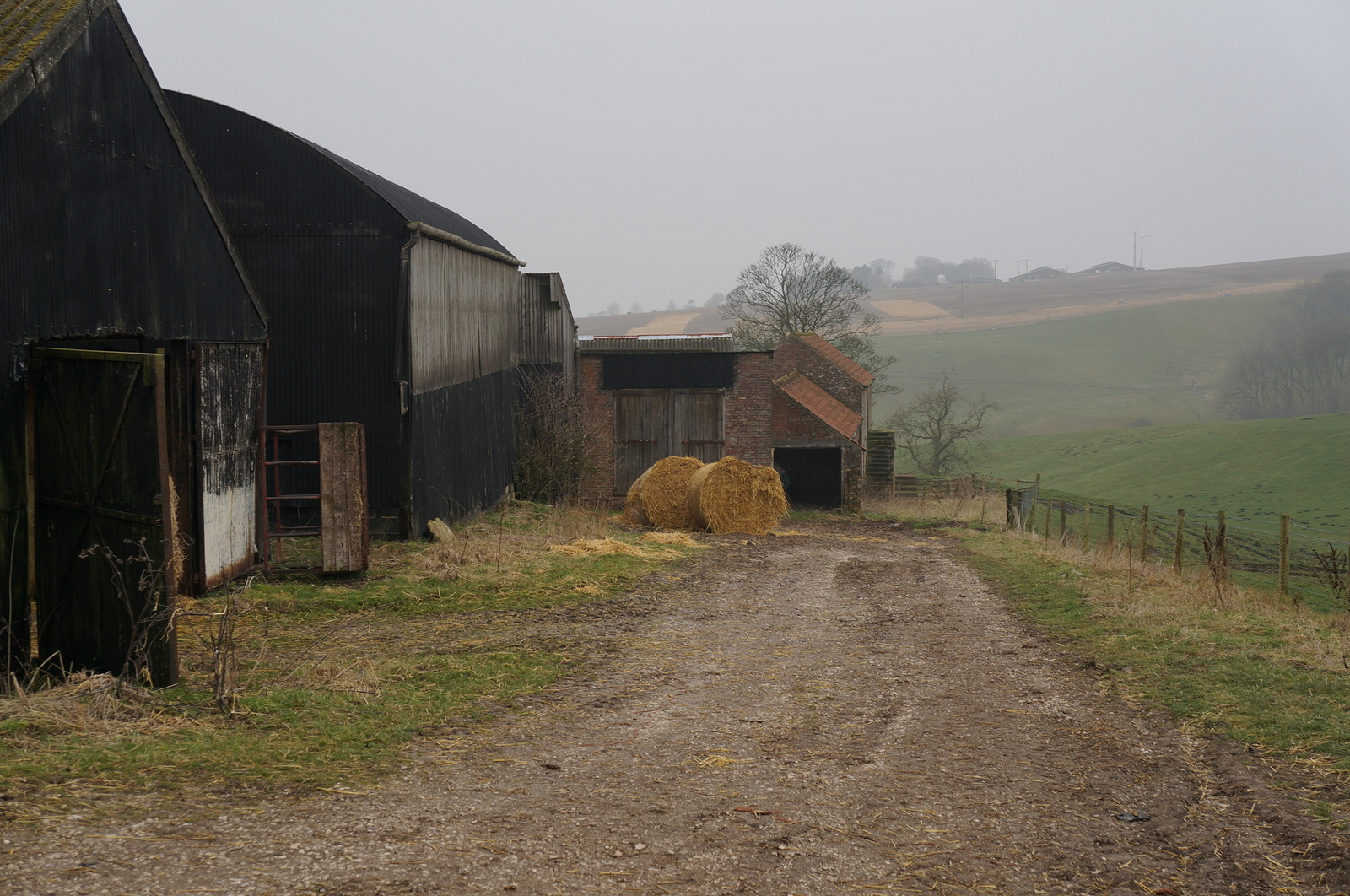
Little Givendale

Millington with Little Givendale var en civil parish från 1866 till 1935 då den blev en del av Millington, i grevskapet East Riding of Yorkshire, i England. Civil parish var belägen 4 km från Pocklington och hade 139 invånare år 1931.